# Підводні човни типу «Середня»
| Підводні човни типу «Середня» | Підводні човни типу «Середня»                                                                             | Підводні човни типу «Середня»                                                                             |
| ----------------------------- | --- | --- |
|                               | | |
|                               | | |
|                               | | |
| Під прапором                  | СРСР | СРСР |
| Спуск на воду                 | 1936—1948 рр. (56 човнів)                                                                                 | 1936—1948 рр. (56 човнів)                                                                                 |
| Виведений зі складу флоту     | 1955—1978 рр                                                                                              | 1955—1978 рр                                                                                              |
| Проєкт                        | | |
| Тип ПЧ                        | Середній ДПЧ                                                                                              | Середній ДПЧ                                                                                              |
| Вартість                      | 12 000 000 рублів (1936—1940 рр.)                                                                         | 12 000 000 рублів (1936—1940 рр.)                                                                         |
| Основні характеристики        | | |
| Швидкість (надводна)          | 19,5 вузлів (37 км/год)                                                                                   | 19,5 вузлів (37 км/год)                                                                                   |
| Швидкість (підводна)          | 8,8 вузлів (16 км/год)                                                                                    | 8,8 вузлів (16 км/год)                                                                                    |
| Робоча глибина занурення      | 80 м | 80 м |
| Гранична глибина занурення    | 100 м | 100 м |
| Автономність плавання         | 30 діб | 30 діб |
| Екіпаж                        | 36-46 осіб (8 офіцерів)                                                                                   | 36-46 осіб (8 офіцерів)                                                                                   |
| Розміри                       | | |
| Довжина найбільша (по КВЛ)    | 77,75 м                                                                                                   | 77,75 м                                                                                                   |
| Ширина корпусу найб.          | 6,4 м | 6,4 м |
| Середня осадка (по КВЛ)       | 4 м | 4 м |
| Водотоннажність надводна      | 828,2—840 т                                                                                               | 828,2—840 т                                                                                               |
| Озброєння                     | | |
| Артилерія                     | 100-мм/51 гармата Б-24 (200 снарядів), 45-мм/46 напівавтоматична універсальна гармата 21-К (500 снарядів) | 100-мм/51 гармата Б-24 (200 снарядів), 45-мм/46 напівавтоматична універсальна гармата 21-К (500 снарядів) |
| Торпедно- мінне озброєння     | Носові: 4ТА калібру 533-мм. Кормові: 2 ТА 533-мм (12 торпед)                                              | Носові: 4ТА калібру 533-мм. Кормові: 2 ТА 533-мм (12 торпед)                                              |

Підводні човни типу «Середня» або «Сталінець», чи «С» — загальне найменування для радянських підводних човнів серій IX, IX-біс і XVI, побудованих в 1936–1948 роках на базі проєкту, розробленого на замовлення радянської сторони німецько-голландським конструкторським бюро IvS. Всього флоту було передано 41 човен, до початку війни 17 човнів (С-1 — С-10, С-31 — С-34, С-54, С-101, С-102), в ході війни — 17 (С-11 — С-20, С-103, С-104, С-51 — С-53, С-55, С-56) і ще 7 човнів після війни (С-21 — С-26, С-35).

## Історія

### Проєктування
Після будівництва перших серій радянських підводних човнів Управління Військово-морськими силами РСЧА приступило до пошуку шляхів ліквідації відставання в підводному кораблебудуванні від передових країн. Політична ситуація Громадянської війни й інтервенції не спонукала до діалогу з країнами Антанти, а найбільш реальним було співробітництво з Веймарською Німеччиною. Відряджені до Німеччини навесні 1930 року радянські фахівці не змогли досягти значних результатів у зв'язку з тим, що за умовами Версальського договору Німеччина не мала права будувати підводні човни. Однак, зацікавленість у спільній роботі проявило голландське конструкторське бюро NV Ingenieurskantoor voor Scheepsbouw («IvS»), яке входило до компанії «Дешімаг» та займалося удосконаленням проєктів найкращих німецьких субмарин часів Першої світової війни і будівництвом підводних човнів на експорт.
У листопаді 1932 року група радянських морських фахівців у складі А. К. Сівкова, П. Ю. Юрас, В. Н. Перегудова і В. А. Нікітіна була спрямована в закордонне відрядження для вивчення можливостей фірми «IvS» і ознайомлення з німецькими підприємствами, що випускають дизельні двигуни з високою питомою потужністю. 22 листопада радянська сторона передала представникам «IvS» тактико-технічні завдання на два типи підводних човнів: водотоннажністю 700 і 1 200 тонн, розроблені А. К. Сівковою дорогою до Німеччини. Акцент в завданні робився на досягнення максимальної швидкості ходу, глибини і швидкості занурення. 7 грудня 1932 замовлені проєкти були видані радянській делегації для вивчення, а як підтвердження якості роботи в «IvS» запропонували оглянути підводний човен «E-1», побудований в Іспанії по проєкту, що був аналогічним до 700-тонної версії. Випробування «E-1» підтвердили високі характеристики проєкту і значні його переваги перед радянськими човнами: човен відрізнявся більш досконалою конструкцією корпусу і цистерн, більш раціональною компоновкою механізмів, системою продування баласту за допомогою дизелів, а також високою автономністю і глибиною занурення.

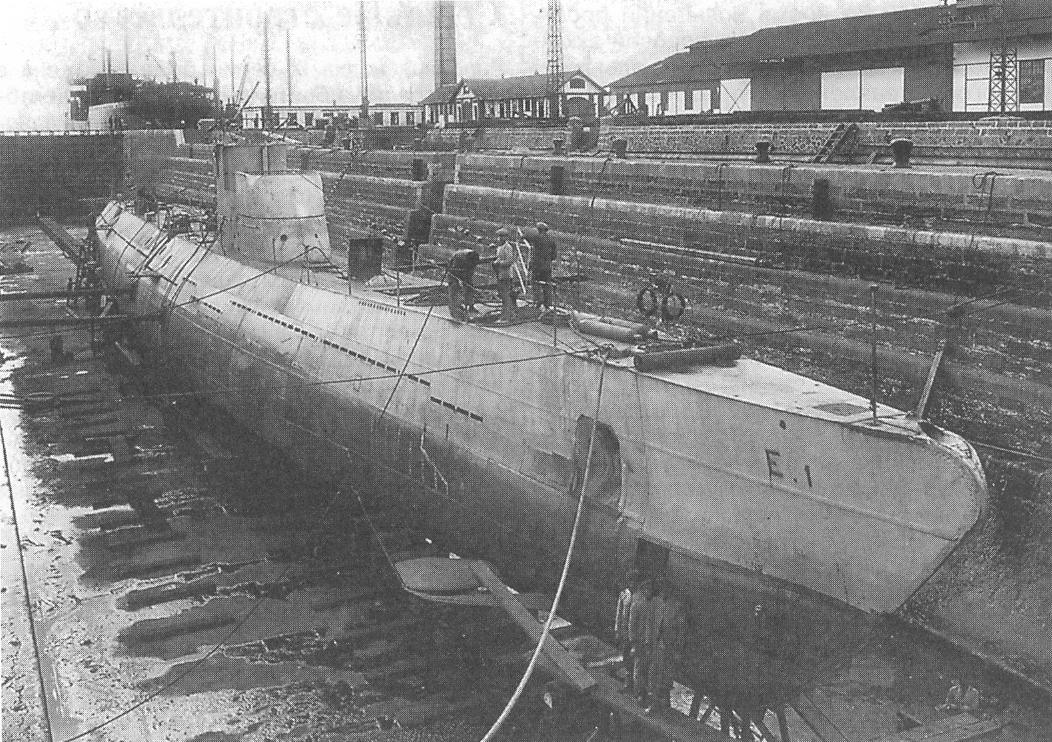
«E-1» на стапелях в Іспанії

В підсумку делегація рекомендувала прийняття проєкту підводного човна водотоннажністю 700 тонн на базі іспанської «E-1», переробленої під радянське озброєння і механізми. Таке рішення пояснювалося істотною економією часу: фірмі «IvS» було потрібно всього чотири тижні для розроблення ескізного проєкту і ще 15 днів для видачі будівельних креслень. У квітні 1933 року «Союзверфь» і «Дешімаг» (IvS приблизно тоді ж була розформована і увійшла до складу «Дешімаг») уклали договір на розробку проєкту. Договір набув чинності 12 серпня 1933 року, після завершення серії випробувань, які показали реальність гарантій, що надаються німецькою стороною. Розробка креслень проєкту «E-2», позначеного тепер як тип «Н» (німецька), або серія IX, була закінчена фахівцями СКБ до початку 1935 року. З 20 жовтня 1937 року тип «Н» перейменували в тип «С» — середній. М. А. Рудницький запропонував на базі типу «Н» розробити проєкт човна з єдиним двигуном, що отримав позначення «МТ»: паротурбінна силова установка як паливо споживала порошковий алюміній, що спалюється в струмені чистого кисню. Такий двигун був би безпечний для екіпажу і вельми ефективний. Проте через дефіцит алюмінію, а також складності систем подачі алюмінієвого порошку в топку і видалення продуктів горіння проєкт не опрацьовувався. Після початку серійного будівництва серії IX проєкт був повністю перероблений з метою повного переходу на радянське обладнання та з урахуванням зауважень. Доопрацьований проєкт отримав позначення IX-біс. Основні зміни стосувалися двигунної установки: німецькі дизелі MAN М6 V49/48 були замінені на радянські дизельні двигуни моделі 1Д (глибока модернізація не пішла в серію дизелів 47ЛН8) виробництва Коломенського заводу. Для цього потрібна була серйозна переробка систем мастила, живлення, впуску і охолодження. Крім того, була змінена конструкція рубки: щити, що закривають 100-мм гармату, заважали роботі артилерійської обслуги, тому від них відмовилися. На трьох човнах серії IX огорожу гармати було демонтовано.
29 лютого 1940 року Управління кораблебудування затвердило список доробок, які необхідно було врахувати в розробці нового проєкту субмарин. У відповідному листі з ЦКБ-18 було запропоновано відмовитися від розробки нового проєкту і виправити зауваження в модернізованому проєкті серії IX-біс. Пропозиція була прийнята Управлінням кораблебудування ВМФ. Новий проєкт отримав позначення «№ 97», серія XVI і літерну назву «СМ» (зварна масова), також у деяких джерелах зустрічається його назва «IX-біс-2». Доопрацювання проєкту полягали в заміні двигунів 1Д на модель 4Д, встановленні приладів безпузирної торпедної стрільби системи Наумова, введенні «м'яких» фундаментів і амортизаторів, що оберігають обладнання від пошкоджень при вибухах глибинних бомб і знижують шумність. Велика увага приділялася питанням спрощення будівництва човнів.
Проєкт 97 до початку німецько-радянської війни завершений не був. ЦКБ-18, евакуйоване в Горький, закінчило проєктні роботи лише до 1942 року. Після війни удосконалення «типу № 97» велося під позначенням «проєкт 601».

### Будівництво

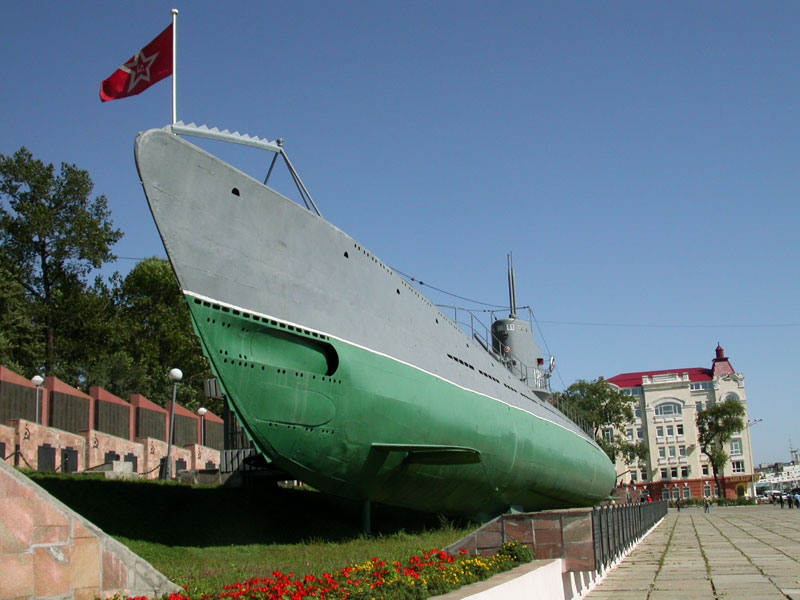
Підводний човен С-56 пам'ятник-музей у Владивостоку

4 серпня 1934 року члени Політбюро ухвалили рішення про серійне будівництво середніх підводних човнів серії IX і поступової заміни ними підводних човнів типу «Щука». Човни серії IX будувалися на Балтійському заводі. Перша партія складалася з трьох човнів: «Н-1», «Н-2» і «Н-3». При їхньому будівництві використовувалася велика кількість імпортного обладнання, а за результатами випробувань передбачалося ухвалити рішення про подальше будівництво. Побудова 38 човнів наступної серії за проєктом IX-біс розтяглася на тривалий час через високу складність проєкту. Основні проблеми виникали з виробництвом дизелів У зв'язку з цим для завантаження заводів була дозамовлена партія човнів типу «Щ» серії X-біс. У будівництві серії IX-біс брали участь такі заводи: № 189 «Балтійський завод», 194 «ім. Марті», 196 «Судомех» (всі — Ленінград), 112 «Червоне Сормово» (Горький), 198 «ім. Марті» (Миколаїв), 202 «Дальзавод» (Владивосток), 402 (Молотовську), 638 «ім. Сталіна» (Астрахань).
До 22 червня 1941 року недобудованими залишалися 25 човнів: 7 — у Миколаєві (С-35, С-36, С-37, С-38, С-58, С-59 і С-60), 6 — у Ленінграді (С-39, С-40, С-41, С-42, С-43 та С-44), 6 — у Горькому (С-25, С-26, С-27, С-28, С-29 та С-30) і в Молотовську (С-45, С-46, С-47, С-48, С-49 і С-50). Відповідно до постанови Держкомітету оборони (ДКО) 19 липня 1941 року було законсервовано будівництво шести човнів у Молотовську і чотирьох човнів у Миколаєві. За проєктом серії XVI велася добудова шести корпусів на заводі «Червоне Сормово», але ні один човен цієї серії до строю введений не був через перехід основних потужностей заводу на випуск більш актуальної для фронту продукції. На заводі № 198 в Миколаєві планувалася закладка ще трьох човнів за проєктом № 97 (С-61, С-62 і С-63), але тією ж постановою ДКО від 19 липня 1941 закладка була скасована.

## Конструкція
Підводні човни типу «С» поділялися на 7 відсіків:
- Перший відсік-сховище: торпедний, житлове приміщення для рядового складу.
- Другий відсік: акумуляторний, 62 елементи носової групи акумуляторних батарей, каюта командира, житлові приміщення офіцерського складу.
- Третій відсік-сховище: центральний пост, над відсіком розташована бойова рубка і огородження висувних пристроїв.
- Четвертий відсік: акумуляторний, 62 елементи кормової групи акумуляторних батарей, житлові приміщення старшин.
- П'ятий відсік: дизельний відсік.
- Шостий відсік: електромоторні.
- Сьомий відсік-сховище: торпедний, житлове приміщення для рядового особового складу.

### Корпус

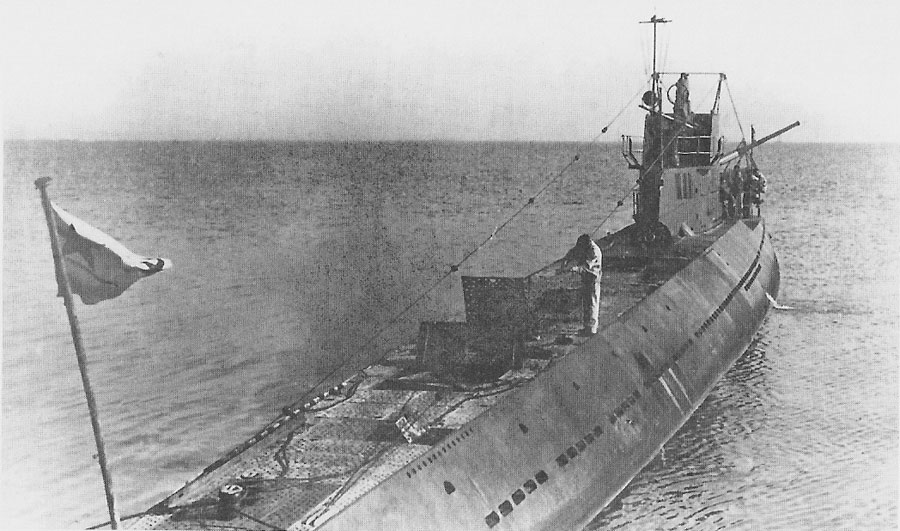
С-7 з відкритим містком

Човни типу «С» були півторакорпусного типу, змішаної клепано-зварної конструкції. Легкий корпус виконувався зварним і простягався майже на всю довжину човна. Міцний корпус виготовлявся на заклепках. У носовій частині встановлювалися пилки сіткопрорізувач, однак при порівняльних випробуваннях була відзначена їх незадовільна ефективність: пили перерізали тільки горизонтальні троси мережевого загородження, тому човен заплутувався у вертикальних тросах. Вивірені обводи легкого корпусу надавали човні добру мореплавність, особливо в крейсерському положенні. Дев'ять баластних цистерн, які знаходяться в легкому корпусі, поділялися на три групи: кормову (цистерни № 1, 2, 3), середню (№ 4, 5) і носову. Нумерація цистерн човна була введена за аналогією з німецькими правилами нумерації відсіків, шпангоутів і баластних цистерн з корми. При експлуатації виявилося, що заповнення баластної цистерни № 2 призводило до різкого погіршення мореплавства човна. Цю цистерну намагалися тримати вільною від палива, а якщо вона була повною, то не розвивали повний хід в надводному положенні. Єдиний якір розміщувався в носовій частині по правому борту. Рубка і мостик на різних човнах розрізнялися в залежності від заводу-виробника, і часто модернізувалися в процесі служби. Всі балтійський човни мали відкритий мостик, тихоокеанські і більшість північних — закритий. Після війни рубки оснащувалися хвилевідбійниками.

## Енергетичне обладнання
Дизель-електрична силова установка підводних човнів типу «Середня» складалася з двох дизельних двигунів надводного ходу типу 1Д потужністю по 2 000 к.с., двох електродвигунів типу ПГ-72/35 потужністю по 550 к.с. при 275 оборотах на хвилину і акумуляторних батарей з 124-ох елементів, розділених на дві групи. На човни серії IX встановлювалися дизелі німецького виробництва MAN M6V 49/48 и акумуляторні батареї типу 38-МАК-760 виробництва німецької компанії AFA
При будівництві серії IX-біс імпортні дизелі були замінені вітчизняними 1Д, створеними Коломенським заводом на базі не серійної перспективної моделі 47ЛН8, а імпортні акумулятори були замінені на вітчизняні типу «С», котрі були на 16 % менш потужніші і виділяли при роботі в два рази більше вибухонебезпечного гримучого газу водню, що потребувало оснащення акумуляторних ям апаратами каталітичного окислення водню. В усіх попередніх радянських проєктах підводних човнів були різні частоти обертання гребних валів, при котрих вали могли входити в резонанс, що могло спричинити поломки механізмів. Значною перевагою проєкту «С» була відсутність таких критичних діапазонів частот обертання, досягнуте встановленням спеціальних погашувачів обертових коливань.

## Умови проживання екіпажу
У штатний склад екіпажу субмарини типу «С» входило 46 осіб: 8 офіцерів (командир, комісар, Старший помічник, штурман, мінер, головний механік, командир групи руху (БЧ-5) і воєнфелшер), 16 старшин і 22 матроси. 1-й і 7-й торпедні відсіки були обладнані для розміщення рядового складу. У 2-му відсіку знаходились каюта командира та офіцерська кают-компанія. У 5-му відсіку був камбуз і житлові приміщення старшин. Чисельність екіпажу на різних човнах була різною.
Система корабельної вентиляції була обладнана двома вентиляторами, пристосованими одночасно для обслуговування акумуляторних батарей. До 1942 року для очищення повітря в підводному положенні використовувалися 9 установок регенерації РВ-2 з 1300 патронами, наповненими каустичною содою. 15 балонів з чистим киснем, що зберігаються під тиском 150 атмосфер, використовувалися для підтримки складу повітря при тривалих зануреннях і дозволяли, з повним використанням всієї системи, безперервно перебувати під водою до 72 годин. Без використання невідновних в поході регенеративних можливостей час максимального безперервного занурення становило 12 годин. У 1942 році човни стали оснащуватися регенераційними конвекційними установками РУКТ-3 з регенераційними патронами РВ-5, при роботі яких вуглекислий газ поглинався з виділенням кисню. Це дозволило підвищити ефективність системи регенерації повітря і довести час безперервного перебування під водою до 15 діб. Кількість балонів з киснем скоротили до трьох.

## Радіоелектронне і гідроакустичне обладнання
Стандартний комплект радіоапаратури підводних човнів типу «С» включав в себе:
- ДХ-передавач «Окунь»,
- КХ-передавач «Щука»,
- ДХ-приймач «Дозор»,
- КХ-приймач «Хуртовина»,
- УКХ-прийомопередатчик «Рейд».

На деяких човнах стояли КХ-приймачі «Пурга» і ДХ/КХ-приймачі «Вихрь», окремі кораблі оснащувалися радіопеленгатором типів «Бурун» або «Градус». Вже під час війни для зв'язку з перископної глибині човна була розроблена перископна антена ВАН-3П, випробування якої показали добрі результати.
У стандартний комплект навігаційного обладнання «Есок» входили:
- Компас - Гірокомпас ГУ М-1 моделі 2;
- три магнітних компаси діаметром 127 мм (головний, шляховий, рубочний);
- електролаг ГО М-3 модель 2;
- ехолот ЕМС-2 і додатково ручний лот.

Обидва перископи човна, командирський ПА-7,5 і зенітний ПЗ-7,5, були оснащені гідравлічними приводами і винесені з центрального поста в міцну рубку. Що дозволило збільшити глибину перископного ходу і тим усунути небезпеку виявлення човна при великому хвилюванні на морі. Недоліком такого розміщення перископів було утруднене, через невеликі розміри міцної рубки, використання двох перископів одночасно.
Стабілізатор глибини «Спрут», встановлений на човнах С-51, С-52, С-56, С-101, С-19 і С-103, дозволяв автоматично тримати глибину без істотних витрат сил і палива, але створював значні перешкоди для радіозв'язку.

## Озброєння

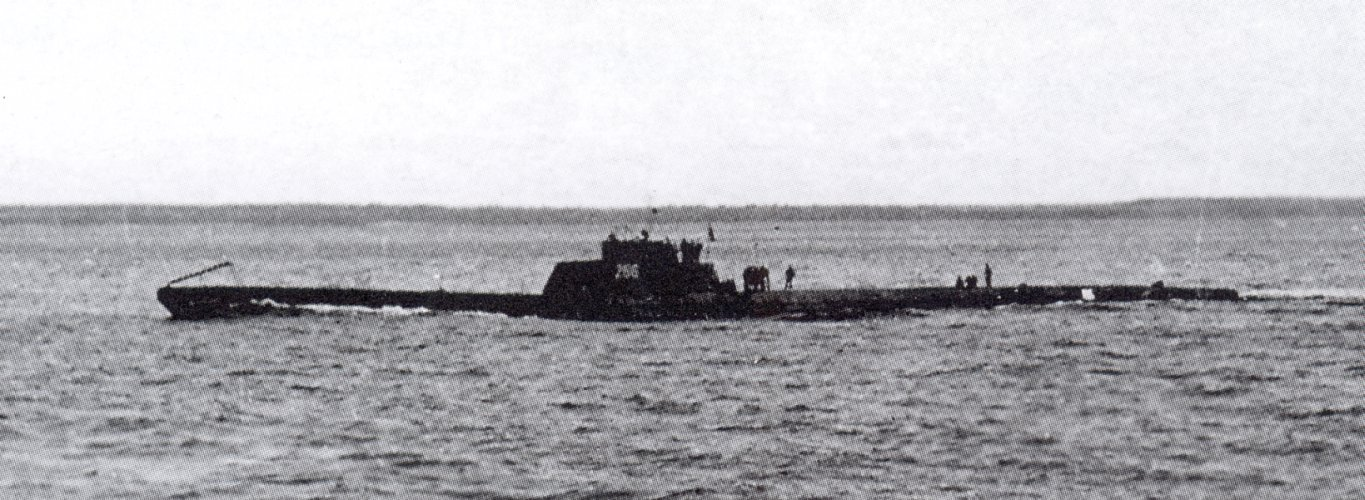
С-1 на морських випробуваннях. Носову 100-мм гармату ще не встановлено, але добре видно її огородження перед рубкою.

Човни типу «С» відносилися до торпедно-артилерійських. Торпедне озброєння складалося з шести торпедних апаратів калібру 533 мм: чотирьох носових, розташованих у два ряди по два апарати, і двох кормових апаратів, розташованих горизонтально. Всі шість запасних торпед знаходилися в першому відсіку на спеціальних стелажах. Приладів безпузирної торпедної стрільби на човнах не було, але через зменшу довжину труб торпедних апаратів бульбашки при торпедній стрільбі були набагато менші, ніж у човнів інших проєктів. «Ески» могли використовувати багато типів торпед, що стояли на озброєнні ВМФ СРСР в тому числі, через брак торпед чорноморські «Ески» були оснащені решітчастими вставками для використання торпед калібру 450 мм. Оригінальним був пристрій закривання кормових торпедних апаратів: замість звичайних щитів малася поворотна частина з нішами: в похідному положенні вона створювала обтічні форми кормової частини човна, а при переході в бойове положення — поверталася навколо поздовжньої осі на 180 °, встановлюючи свої ніші навпроти апаратів. Артилерійське озброєння човнів складалося з гармати Б-24ПЧ калібру 100-мм, розташованої на палубі перед огородженням висувних пристроїв, і з гармати 21-К калібру 45 мм, яка знаходилася на надбудові рубки. На деяких човнах 45-мм гармату було замінено або доповнено кулеметом ДШК калібру 12,7 × 108 мм. Також на човнах знаходилися два ручних кулемети.

## Експлуатація
30 човнів типу «С» брали участь у німецько-радянській війні. За підтвердженими даними обох воюючих сторін вони потопили 19 судів загальною водотоннажністю 78 942 брт, 7 бойових кораблів, у тому числі один підводний човен, пошкодили 6 транспортів (27 192 брт) і 6 бойових кораблів противника. Було втрачено 15 човнів цього типу, в тому числі всі три човни серії IX. За бойові заслуги двом підводним човнам присвоєні гвардійські звання і шість нагороджені орденом Червоного Прапора, в тому числі С-56 був удостоєний обох нагород.
Після закінчення німецько-радянської війни човни типу «С» продовжували нести службу у складі ВМФ СРСР до середини 1950-х років. До 1948 року були добудовані 8 човнів з числа закладених до війни. Інші, що знаходилися на ранніх стадіях готовності, були списані у 1947 році і розібрані на метал. У 1949—1950 роках С-21, С-22, С-23, С-24, С-25 перейшли північним шляхом на Тихий океан. С-56 також виконав такий перехід у 1953 році, таким чином ставши першим радянським підводним човном, котрий здійснив навколосвітнє плавання, почавши його ще в роки війни переходом з Тихого океану через Панамський канал на північ. Всього човен пройшов два океани і дев'ять морів: Японське, Охотське, Берингове, Карибське, Саргасове, Північне, Гренландське, Норвезьке і Баренцове море, після чого повернувся по Північному морському шляху під Владивосток (Владивосток-Полярний-Владивосток).

## Ремонти і модернізації
У середині 1950-х років «Ески» поступово були списані: частина була відправлена в переробку, деякі човни піддалися переобладнанню в плавучі зарядові станції або навчально-тренувальні станції, кілька тихоокеанських човнів були передані військово-морським силам Китаю і прослужили ще близько 15 років у їх складі. Останнім зі списку плавзасобів радянського флоту вибув УТС, переобладнаний з човна С-14. Це сталося 9 лютого 1978 року.

## Бойове використання

### Радянсько-фінська війна 1940
До початку війни на флоті знаходилися три човни серії IX, ближче до закінчення війни в дію вступили ще три перших човни серії IX-біс. Всі ці човни несли службу на Балтиці і всі вони брали участь у бойових діях проти Фінляндії. С-1, С-2 і С-3 входили в 13-й дивізіон підводних човнів і базувалися в Таллінні. C-4, С-5 і С-6 входили в 16-й дивізіон підводних човнів і базувалися в Ленінграді, а з початком війни були переведені в Лібаву. Човни досягли деяких успіхів, однак С-2 зник безвісти у другій половині січня 1940 року. Фінська сторона заперечує свою причетність до загибелі човна. Ймовірно, С-2 загинув на мінах або був розчавлений кригою. Влітку 2009 року він був виявлений у шведських територіальних водах пошукачами.

### Німецько-радянська війна
С-1 та С-3 IX серії до початку війни стояли на ремонті в Лібаві. С-1 був підірваний при наступі німців, С-3 не маючи можливості занурюватися, вийшов у море і був потоплений німецькими торпедними катерами. Таким чином, човни IX серії загинули, і у цій війні брали участь тільки 30 човнів серії IX-біс.

#### Балтійський флот

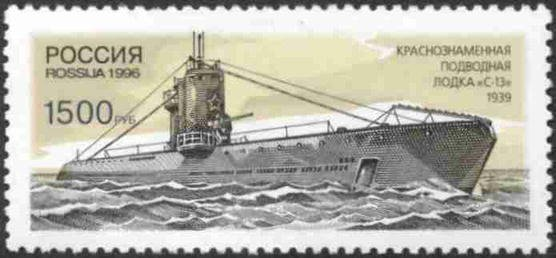
С-13 на російській поштовій марці 1996

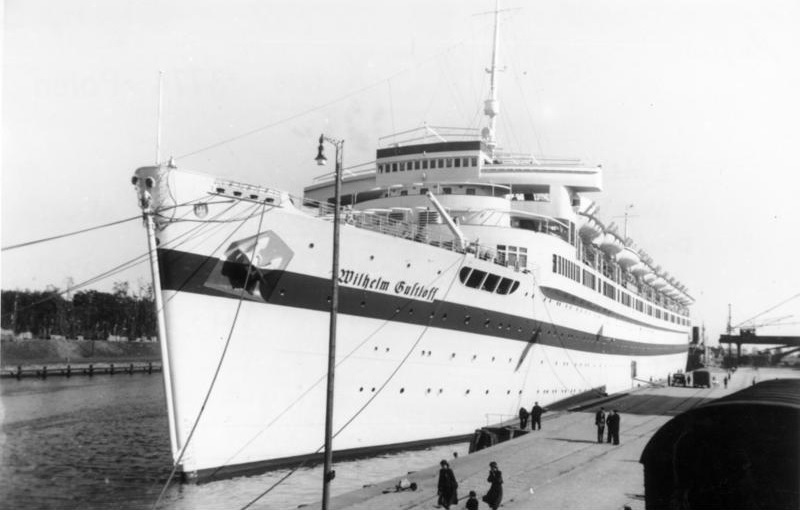
Шпитальне судно «Вільгельм Густлоф» в Данцінгу

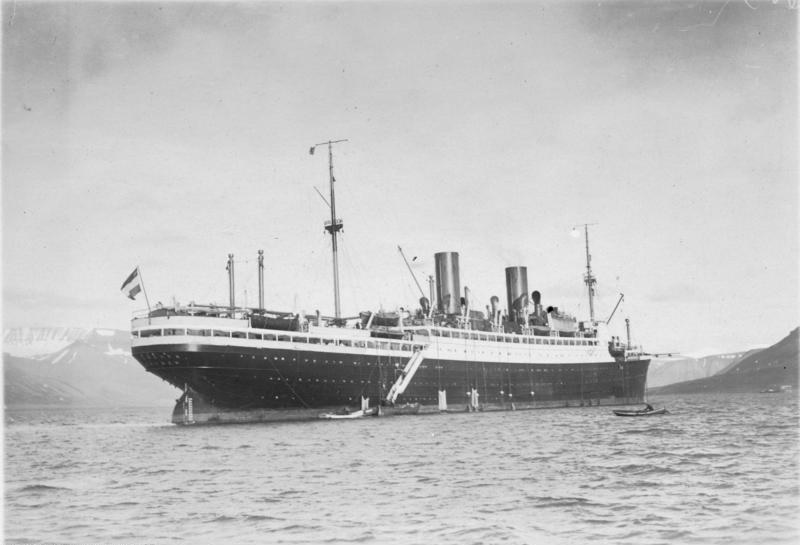
Пасажирське судно «Генерал Штойбен» («Мюнхен»), 1925 рік.

На Балтиці «Ески» досягли найбільших успіхів: за роки війни вони потопили 11 судів і пошкодили 5, але і втрати тут максимальні. З десяти кораблів війну пережив тільки С-13, який потопив 5 суден і пошкодив ще одне судно. В тому числі протягом 10 днів були потоплені два великих транспорти: шпитальне судно «Вільгельм Густлоф» і «Генерал Штойбен», при цьому загинуло 13 000 — 20 000 людей, в основному жінок і дітей. Загибель цих суден увійшла в ряд найбільших морських катастроф. Човен С-13 (командир човна Маринеску О. І.) був нагороджений орденом Червоного Прапора.

#### Чорноморський флот
Успіхи човнів типу «Середній» на чорноморському театрі воєнних дій були мінімальні. Судноплавство противника було слабким, і більшість суден мали невелику водотоннажність. «Ески» здійснили досить велике число бойових походів, брали участь у постачанні блокадного Севастополя, проводили артилерійські стрільби по німецьким берегових позиціях. С-31 став червонопрапорним, а С-33 — гвардійським.

#### Північний флот
Перші два човни типу «С», С-101 і С-102, прибули на Північний флот з Балтики у вересні 1941 року. В 1943 році у до них приєднались ще вісім. С-51, С-54, С-55 та С-56 прибули з Тихоокеанського флоту через Тихий і Атлантичний океани, а решта човнів надійшли з заводу «Червоне Сормово». В цілому судна показали себе добре та проявили свої морехідні і швидкісні якості в операціях з конвоями. Однак успіхи були невеликі в зв'язку з низькою інтенсивністю судноплавства. Німецька сторона визнавала, що присутність радянських субмарин біля північних берегів Норвегії змушувало в максимально можливому обсязі використовувати для постачання норвезької угруповання військ більш дорогі в порівнянні з водними перевезеннями автомобільний і залізничний транспорт. С-51, С-56, С-101 і С-104 стали Червонопрапорними, а С-56 — ще й гвардійським.

#### Тихоокеанський флот
До 1942 у до складу ТОФ входили 4 субмарини типу «С». За ініціативою Г. І. Щедріна, котрий неодноразово писав рапорти з проханнями відправити його на фронт, підтриманою спершу екіпажем С-56, а потім і іншими командирами та екіпажами, всі чотири «Ески» дивізіону А. В. Трипольського були спрямовані на Північний флот. Незабаром слідом за ними пішли і два човни типу «Ленінець».

## Сучасний статус
Загиблі човни не піднімалися, не відновлювалися і досі знаходяться на дні, причому деякі (С-6 та інші) не знайдені досі. С-1, підірваний екіпажем у червні 1941 року, був відновлений, відбуксований до Німеччини і після випробувань затоплений у Кілі. С-2, зниклий безвісти в січні 1940 року, був виявлений шведськими шукачами в червні 2009 року. Майже всі вцілілі човни проєкту були в різний час списані і здані на металобрухт. Частково зберігся С-51: його рубка і частина корпусу встановлені як пам'ятник у Греміха. Єдиним повністю збереженим човном проєкту залишився знаменитий С-56, встановлений на набережній Владивостока як пам'ятник і музей.

## Оцінка проєкту
Однією з причин втрат, поряд зі слабкою підготовкою підводників і помилок командування, є непристосованість «Есок», які створювались для дії у відкритому морі, до умов порівняно мілководної Балтики, яка була нашпигована тисячами контактних і неконтактних мін. Океанські підводні човни німецького типу IX, створені на основі тих же розробок, що і тип «С», прекрасно показали себе на океанських просторах в боротьбі на морських комунікаціях Великої Британії і США, де повною мірою використовувалися швидкісні і морехідні якості субмарин. Для закритих театрів Балтики та Чорного моря «Ески» виявилися занадто великими.
Потужне артилерійське озброєння човнів активно використовувалося як для потоплення кораблів, так і для обстрілу берегових об'єктів. Так, у жовтні 1941 року один з «Щук» повідомив про активність на фінських залізничних станціях, після чого в морі був відправлений С-7, який здійснив серію артобстрілів, а на Чорному морі наприкінці жовтня 1941 року С-31 здійснював артилерійський обстріл німецьких піхотних позицій поблизу Перекопа. Виконаний у 1943 році перехід з Тихоокеанського на Північний ТВД показав гарну пристосованість човнів для океанських походів і дій у відкритих морях. Під час стоянки «Есок» в Датч-Гарбор американські моряки були здивовані високими характеристиками човнів проєкту «С» і відсутністю на борту іноземних інструкторів. На Північному флоті «Ески» внесли найбільший внесок, потопивши торпедами 13 суден, тоді як човни всіх інших типів потопили сумарно 18 суден.

## Представники

### Серія IX
Серія IX складалася з трьох підводних човнів (С-1, С-2 і С-3), які були побудовані в 1934—1938 роках. У час Радянсько-фінської війни 1939—1940 років ці човни зробили по два походи, під час яких було виконано сумарно дві торпедні атаки. Артилерією потоплений один транспорт і збитий один літак. «С-2» загинув у січні 1940 року, підірвавшись на фінській міні. 7 лютого 1940 року «С-1» нагороджений Орденом Червоного Прапора.
| Назва     | Завод | Заводський № | Закладений     | Спущений на воду | Переданий флоту | Виведений з флоту                  |
| --------- | ----- | ------------ | -------------- | ---------------- | --------------- | ---------------------------------- |
| С-1 (Н-1) | № 189 | 266          | 25 грудня 1934 | 8 серпня 1935    | 23 вересня 1936 | Підірваний екіпажем 23 червня 1941 |
| С-2 (Н-2) | № 189 | 267          | 31 грудня 1934 | 21 грудня 1935   | 23 вересня 1936 | загинув на міні січень 1940        |
| С-3 (Н-3) | № 189 | 268          | 25 квітня 1935 | 30 квітня 1936   | 13 липня 1938   | Потоплений 24 червня 1941          |

### Серія ІХ-біс
Серія ІХ-біс складалася з 41 підводного човна. Човни цієї серії будувалися з 1936 по 1948 рік. Від човна до човна вносилися все нові поліпшення, що не мали глобального характеру, але що зумовили деякі відмінності в характеристиках човнів.
| Назва | Завод        | Заводський № | Закладений        | Спущений на воду  | Переданий флоту   | Виведений з флоту                                                      |
| ----- | ------------ | ------------ | ----------------- | ----------------- | ----------------- | ---------------------------------------------------------------------- |
| С-4   | № 189        | 277          | 3 січня 1936      | 17 вересня 1936   | 27 листопада 1939 | потоплений таранним ударом 4 січня 1945                                |
| С-5   | № 189        | 278          | 28 грудня 1935    | 16 травня 1936    | 27 листопада 1939 | загинув на міні 28 серпня 1941                                         |
| С-6   | № 189        | 279          | 28 грудня 1935    | 31 березня 1936   | 27 листопада 1939 | загинув, ймовірно на міні, біля шведського острова Еланд, серпень 1941 |
| С-7   | № 112        | 236          | 14 грудня 1936    | 5 квітня 1937     | 7 серпня 1940     | потоплений фінським ПЧ «Весихіісі» 21 жовтня 1942                      |
| С-8   | № 112        | 237          | 14 грудня 1936    | 5 квітня 1937     | 28 липня 1940     | загинув на міні жовтень 1941                                           |
| С-9   | № 112        | 241          | 20 червня 1937    | 20 квітня 1938    | 22 грудня 1940    | загинув на міні серпень 1943                                           |
| С-10  | № 112        | 242          | 10 червня 1937    | 20 квітня 1938    | 31 грудня 1940    | загинув на міні 28 червня 1941                                         |
| С-11  | № 112        | 245          | 20 жовтня 1937    | 24 квітня 1938    | 18 липня 1941     | загинув на міні 2 серпня 1941                                          |
| С-12  | № 112        | 246          | 20 жовтня 1937    | 24 квітня 1938    | 30 липня 1941     | зник безвісти серпень 1943                                             |
| С-13  | № 112        | 263          | 19 жовтня 1938    | 25 квітня 1939    | 14 серпня 1941    | списаний 17 грудня 1956                                                |
| С-14  | № 112        | 264          | 29 вересня 1938   | 25 квітня 1939    | 3 червня 1942     | списаний 9 лютого 1978                                                 |
| С-15  | № 112        | 271          | 10 серпня 1939    | 24 квітня 1940    | 21 січня 1943     | списаний 20 червня 1956                                                |
| С-16  | № 112        | 272          | 10 серпня 1939    | 24 квітня 1940    | 10 лютого 1944    | списаний 18 березня 1958                                               |
| С-17  | № 112, № 402 | 273          | 10 серпня 1939    | 24 квітня 1940    | 20 травня 1945    | списаний 12 березня 1958                                               |
| С-18  | № 112        | 274          | 10 серпня 1939    | 25 квітня 1940    | 10 червня 1945    | списаний 18 вересня 1958                                               |
| С-19  | № 196, № 638 | 132          | 30 вересня 1939   | 14 березня 1941   | 23 лютого 1944    | затонув при ядерних випробуваннях 10 жовтня 1957                       |
| С-20  | № 196, № 638 | 133          | 30 вересня 1939   | 14 березня 1941   | 25 лютого 1944    | потоплений після ядерних випробувань 10 жовтня 1957                    |
| С-21  | № 196, № 638 | 134          | 31 грудня 1939    | 25 квітня 1941    | 3 квітня 1946     | списаний 27 листопада 1959                                             |
| С-22  | № 112        | 295          | 25 червня 1940    | 2 травня 1941     | 28 травня 1946    | списаний 30 січня 1967                                                 |
| С-23  | № 112        | 296          | 25 червня 1940    | 2 травня 1941     | 10 серпня 1947    | списаний 15 вересня 1960                                               |
| С-24  | № 112        | 297          | 25 червня 1940    | 2 травня 1941     | 19 грудня 1947    | розформований в КНР 1970-е                                             |
| С-25  | № 112        | 298          | 25 червня 1940    | 2 травня 1941     | 9 травня 1948     | розформований в КНР 1970-ті                                            |
| С-26  | № 112        | 299          | 25 червня 1940    | 2 травня 1941     | 28 листопада 1948 | списаний 5 лютого 1973                                                 |
| С-31  | № 198        | 347          | 5 жовтня 1937     | 22 лютого 1939    | 25 червня 1940    | списаний 14 березня 1975                                               |
| С-32  | № 198        | 348          | 15 жовтня 1937    | 27 квітня 1939    | 25 червня 1940    | потоплений авіацією 26 червня 1942                                     |
| С-33  | № 198        | 349          | 16 листопада 1937 | 30 травня 1939    | 22 грудня 1940    | списаний 15 вересня 1960                                               |
| С-34  | № 198        | 350          | 29 листопада 1937 | 2 вересня 1939    | 1 травня 1941     | загинув на міні 8-14 листопада 1941 в 15 милях від Варни               |
| С-35  | № 198        | 360          | 23 лютого 1940    | 17 липня 1941     | 13 лютого 1948    | списаний 15 березня 1962                                               |
| С-36  | № 198        | 361          | 23 лютого 1940    | не добудовувався  | —                 | —                                                                      |
| С-37  | № 198        | 362          | 28 листопада 1940 | не добудовувався  | —                 | —                                                                      |
| С-38  | № 198        | 363          | 22 лютого 1941    | не добудовувався  | —                 | —                                                                      |
| С-51  | № 189, № 202 | 284          | 24 березня 1937   | 30 серпня 1940    | 16 грудня 1941    | списаний 11 лютого 1972 пам'ятник, Греміха                             |
| С-52  | № 189, № 202 | 285          | 29 квітня 1937    | 30 серпня 1940    | 27 червня 1943    | розформований в КНР 1970-ти                                            |
| С-53  | № 189, № 202 | 286          | 28 вересня 1938   | 30 жовтня 1941    | 7 лютого 1943     | розформований в КНР 1970-ти                                            |
| С-54  | № 189, № 202 | 403          | 24 листопада 1936 | 5 листопада 1938  | 15 січня 1941     | загинув на міні березень 1944                                          |
| С-55  | № 189, № 202 | 404          | 24 листопада 1936 | 27 листопада 1939 | 1 серпня 1941     | загинув на міні грудень 1943                                           |
| С-56  | № 189, № 202 | 405          | 24 листопада 1936 | 25 грудня 1939    | 31 жовтня 1941    | пам'ятник у Владивостоку 9 травня 1975                                 |
| С-101 | № 112        | 243          | 20 червня 1937    | 20 квітня 1938    | 29 грудня 1940    | списаний 17 лютого 1956                                                |
| С-102 | № 112        | 244          | 20 червня 1937    | 20 квітня 1938    | 29 грудня 1940    | списаний 30 січня 1967                                                 |
| С-103 | № 112        | 265          | 13 вересня 1938   | 25 квітня 1939    | 9 липня 1942      | списаний 29 грудня 1955                                                |
| С-104 | № 112        | 266          | 4 вересня 1938    | 25 квітня 1939    | 27 вересня 1942   | списаний 6 жовтня 1958                                                 |

### Серія XVI
18 човнів будувалися суцільнозварними за проєктом серії XVI (проєкт 97), але на початок війни всі вони знаходилися на ранніх стадіях будівництва і жоден з цих човнів не був добудований.
| Назва | Завод | Заводський № | Закладений          | Переданий флоту  |
| ----- | ----- | ------------ | ------------------- | ---------------- |
| С-27  | № 112 | 300          | 31 грудня 1940      | не добудовувався |
| С-28  | № 112 | 312          | березень 1941       | не добудовувався |
| С-29  | № 112 | 313          | березень 1941       | не добудовувався |
| С-30  | № 112 | 314          | березень 1941       | не добудовувався |
| С-39  | № 189 |              |                     | не добудовувався |
| С-40  | № 189 |              |                     | не добудовувався |
| С-41  | № 189 |              |                     | не добудовувався |
| С-42  | № 189 |              |                     | не добудовувався |
| С-43  | № 189 |              |                     | не добудовувався |
| С-44  | № 189 |              |                     | не добудовувався |
| С-45  | № 196 | 145          | початок 1941        | не добудовувався |
| С-46  | № 196 | 146          | початок 1941        | не добудовувався |
| С-47  | № 196 | 154          | 20 квітня 1941      | не добудовувався |
| С-48  | № 196 | 155          | 20 квітня 1941      | не добудовувався |
| С-49  | № 196 | 156          | червень-липень 1941 | не добудовувався |
| С-58  | № 198 | 371          | 22 квітня 1941      | не добудовувався |
| С-59  | № 198 | 372          | 22 квітня 1941      | не добудовувався |
| С-60  | № 198 | 373          | 22 квітня 1941      | не добудовувався |
| С-61  | № 198 | —            | не закладався       | —                |
| С-62  | № 198 | —            | не закладався       | —                |
| С-63  | № 198 | —            | не закладався       | —                |